# Totenlieder (Bruckner)
Die zwei Totenlieder, WAB 47/1 und 47/2, sind Elegien von Anton Bruckner aus dem Jahr 1852.

## Geschichte
Bruckner komponierte diese beiden Motetten 1852 für das Begräbnis seines Freundes Josef Seiberl.
Die Originalhandschrift befindet sich im Stadtmuseum Wels. Eine Transkription befindet sich in der Österreichischen Nationalbibliothek. Die zwei Totenlieder wurden erstmals in Band II/2, S. 141–144 der Göllerich/Auer-Biografie veröffentlicht. Sie sind in Band XXI/16 der Gesamtausgabe herausgegeben.

## Text
O ihr, die ihr heut mit mir zum Grabe geht

und bei meinem Leichnam jetzt versammelt steht,

heftet Sinn und Herzen nicht an diese Eitelkeit!

Sucht nur Gottes Reich und die Gerechtigkeit.

## Musik
Die Werke sind für gemischten Chor a cappella geschrieben. Die erste Vertonung in Es-Dur ist 10 Takte lang. Die zweite Vertonung in F-Dur ist 19 Takte lang.

## Diskografie
Es gibt einige Aufnahmen der Totenlieder:
- Jürgen Jürgens, Monteverdi-Chor: Bruckner – Music of St Florian Period (II) – CD: BSVD-0111 (Bruckner-Archiv), 1985 – nur das erste Totenlied
- Duncan Ferguson, Chor der St Mary’s Cathedral, Edinburgh: Bruckner: Motets  – CD: Delphian Records DCD34071, 2010
- Thomas Kerbl, Chorvereinigung Bruckner 2011: Anton Bruckner Lieder/Magnificat – CD: LIVA 046, 2011
- Philipp von Steinäcker, Vocalensemble Musica Saeculorum: Bruckner: Pange lingua – Motetten – CD: Fra Bernardo FB 1501271, 2015
- Łukasz Borowicz: Anton Bruckner: Requiem, RIAS Kammerchor Berlin, Akademie für Alte Musik Berlin – CD: Accentus ACC30474, 2019